# Moez Echargui
Moez Echargui (La Marsa, 10 de enero de 1993) es un tenista profesional tunecino.

## Trayectoria
En individuales, Echargui alcanzó el ranking N° 271 del mundo en octubre de 2023. También tiene un ranking ATP de dobles más alto de su carrera del N°362 logrado el 27 de mayo de 2019.

## Títulos ATP Challenger (1; 0+1)
| Leyenda             | Individuales | Dobles |
| ------------------- | ------------ | ------ |
| ATP Challenger Tour | 0            | 1      |

### Dobles
| N.º | Fecha              | Torneo             | Superficie | Compañero        | Oponentes en la final    | Resultado              |
| --- | ------------------ | ------------------ | ---------- | ---------------- | ------------------------ | ---------------------- |
| 1.  | 3 de marzo de 2019 | Challenger de Keio | Dura       | Skander Mansouri | Max Purcell Luke Saville | 7-6(6), 6-7(3), [10-7] |